# Фицтум фон Экштедт, Карл Фридрих
Граф Карл Фридрих Фицтум фон Экштедт (нем. Karl Friedrich Vitzthum von Eckstädt; 1819—1895) — саксонский, затем австрийский дипломат и писатель.

## Биография
Родился 13 января 1819 года в Дрездене — старший сын камергера и шталмейстера графа Карла Фицтума фон Экштедта (1767–1834).
Получил юридическое образование. В 1845 году стал секретарём дипломатической миссии в посольстве Королевства Саксонии в Берлине, с 1847 года — в Вене.
В 1852 году был поверенным в делах в Санкт-Петербурге. С 1853 года находился в Лондоне — сначала министром-резидентом, затем — в качестве чрезвычайного посланника и полномочного министра.
Везде отстаивал политику Ф. Ф. Бейста и когда тот занял пост министра иностранных дел Австрии, Фицтум перешёл на австрийскую службу; был назначен чрезвычайным посланником и полномочным министром при бельгийском дворе. С началом Франко-прусской войны в 1870 году ему были поручены важные дипломатические миссии в Париже, Лондоне и Флоренции.
Женился в Париже 7 августа 1875 года на овдовевшей графине Бжези-Ланцкоронской, урожденной графине Потоцкой (1821–1893). Брак был бездетным.
Умер 16 октября 1895 года в Дрездене.

## Литературная деятельность
Написал: «Die Geheimnisse des sächsischen Kabinetts 1745—1756» (Штутгарт, 1866); «Maurice, comte de Saxe, et Marie Josephe, dauphine de France» (Лейпциг, 1867); «Berlin und Wien in den Jahren 1852—1864, politische Privatbriefe» (Штутгарт, 1886); «St.-Petersburg und London in den Jahren 1852—1864» (1886); «London, Gastein und Sadowa 1864—1866» (1889). В сочинении «Shakespeare und Shakespere» (Штутгарт, 1888) он выступил ярым сторонником теории, что «необразованный» Шекспир не мог написать своих великих драм и их настоящий автор — Бакон Веруламский.